# Sungai Petani
Sungai Petani – benannt nach dem gleichnamigen Fluss (malaiisch: sungai = Fluss, petani = (Reis-)Bauer) ist eine Stadt im Bundesstaat und Sultanat Kedah in Malaysia. Sungai Petani wird häufig mit „SP“ abgekürzt.

## Geographie und Lage
Sungai Petani liegt etwa 40 km nordwestlich von Penang (Butterworth). Sungai Petani ist verkehrsmäßig gut erschlossen. So hat Sungai Petani zwei Anschlussstellen an der mautpflichtigen Nord-Süd-Autobahn die bis nach Thailand führt.
Außerdem führt die Eisenbahnlinie von Singapur nach Thailand direkt durch Sungai Petani. Die Eisenbahngesellschaft – Keretapi Tanah Melayu – bietet neben Regionalzügen regelmäßige Intercity-Verbindungen nach Norden und Süden an. Außerdem werden auf dieser Strecke immer mehr Containertransporte durchgeführt, um die Straßen zu entlasten. Die nächsten Flughäfen, jeweils in ca. einer Autostunde zu erreichen, sind der Flughafen Penang sowie der Flughafen Sultan Abdul Halim in Alor Setar, der Hauptstadt des Bundesstaates Kedah.

## Geschichte
Sungai Petani war noch in den 1960er Jahren eine Kleinstadt, wuchs aber in den Jahrzehnten seitdem erheblich. Sungai Petani hat durch das rasante Wachstum eine bedeutende Rolle als Versorgungs- und Einkaufsstandort für den Süden des Bundesstaates Kedah bekommen.

## Bevölkerung
Im eigentlichen Stadtgebiet leben 171.676 Einwohner (Stand 2010).
Rechnet man die Vororte hinzu, kommt Sungai Petani auf insgesamt 443.488 Einwohner (Stand 2010).

## Kultur und Sehenswürdigkeiten
- Das Bujang-Tal, rund 10 Kilometer nordwestlich der Stadt, gilt als bedeutendste archäologische Ausgrabungsstätte Malaysias. Im dortigen Archäologischen Museum sind Funde ausgestellt.[3]

## Söhne und Töchter der Stadt
- Dato' Syed Amin Aljeffri (* 1947), Gründer der Aljeffri-Gruppe, Honorarkonsul Äthiopiens in Malaysia
- Mohd Hassan Marican (* 1952), Manager
- Baddrol Bakhtiar (* 1988), Fußballspieler
- Khairul Helmi Johari (* 1988), Fußballspieler
- Nurul Izzah Izzati Mohd Asri (* 2003), Bahnradsportlerin